# Hermann von Lenz
Hermann Lenz, seit 1917 Ritter von Lenz (* 23. Juni 1872 in Neu-Ulm; † 20. Dezember 1959 in München) war ein deutscher Generalmajor sowie Führer des Soldatenbunds „Stahlhelm“ in Bayern von 1929 bis 1933.

## Leben

### Familie
Hermann war der Sohn des Bahnoberinspektors Friedrich Lenz und dessen Ehefrau Emma, geborene Müller. Lenz heiratete am 15. Oktober 1900 Johanna Fuchs.

### Militärkarriere
Lenz absolvierte sein Abitur am Humanistischen Gymnasium Sankt Stephan in Augsburg. Anschließend trat er am 10. August 1890 als Offiziersaspirant in das 15. Infanterie-Regiment „König Friedrich August von Sachsen“ der Bayerischen Armee in Neuburg an der Donau ein. Mit seiner Beförderung zum Sekondeleutnant am 5. März 1892 folgte seine Versetzung nach Landau in der Pfalz in das 18. Infanterie-Regiment „Prinz Ludwig Ferdinand“. Im Jahr darauf kam Lenz in das 4. Infanterie-Regiment „König Wilhelm von Württemberg“, wurde hier am 19. September 1900 Oberleutnant und ab 18. April 1901 als Bataillonsadjutant verwendet. Von 1902 bis 1905 absolvierte Lenz die Bayerische Kriegsakademie, die ihm die Qualifikation für den Generalstab und das Lehrfach mit den Schwerpunkten Taktik und Kriegsgeschichte aussprach.
Anschließend wurde Lenz zur Zentralstelle des Generalstabs kommandiert und mit der Beförderung zum Hauptmann am 15. August 1906 hierher versetzt. Bereits nach zwei Monaten folgte seine Versetzung in den Generalstab des II. Armee-Korps. Hier war Lenz die kommenden beiden Jahre tätig, ehe er als Kompaniechef im 17. Infanterie-Regiment „Orff“ wieder in den Truppendienst übertrat. Nach zwei Jahren kehrte Lenz zur Zentralstelle des Generalstabs zurück, wurde am 15. Oktober 1911 als Lehrer für Taktik an die Kriegsakademie versetzt und dort neun Tage später zum Major befördert. Eine im Anschluss an diese Tätigkeit geplante Verwendung im Großen Generalstab in Berlin kam aufgrund des Ausbruchs des Ersten Weltkriegs nicht zum Tragen.
Mit der Mobilmachung wurde Lenz am 2. August 1914 zum Ersten Generalstabsoffizier des I. Reserve-Korps ernannt. In dieser Funktion war er bei den Kämpfen in Lothringen, vor Nancy-Épinal und im Stellungskrieg im Artois. 1915 nahm Lenz an der Frühjahrsschlacht bei La-Bassée und Arras teil, der wieder Stellungskämpfe im Artois folgten. Hier war er zugleich vom 10. November bis 14. Dezember 1915 auch stellvertretender Führer des Reserve-Infanterie-Regiments 1. Vom 10. Juni bis 27. August 1916 war Lenz Erster Generalstabsoffizier im Generalstab der 6. Armee und anschließend in gleicher Funktion bis 23. Dezember 1916 bei der Heeresgruppe „Kronprinz Rupprecht“. Er wurde dann Chef des Generalstabs des I. Reserve-Korps. Mit dem Großverband stand Lenz in den Kämpfen im Artois und in Flandern. Für seine Leistungen wurde er am 9. April 1917 mit dem Ritterkreuz des Militär-Max-Joseph-Ordens beliehen. Mit der Verleihung war der persönliche Adel verbunden und Lenz durfte sich nach der Eintragung in die bayerische Adelsmatrikel Ritter von Lenz nennen. Außerdem war er am 17. April 1917 zum Oberstleutnant befördert worden.
Am 27. August 1917 wurde Lenz zum Chef des Generalstabs der 6. Armee ernannt. Nach der deutschen Frühjahrsoffensive vom 21. März bis 6. April 1918 trat auch die 6. Armee zum Angriff an. In der vom 9. bis 18. April 1918 andauernden Schlacht bei Armentières war das ursprünglich Ziel die Kanalküste. Im Verlauf der Schlacht wurde u. a. zwei portugiesische Divisionen fast vollständig zerstört, insgesamt rund 3000 Gefangene und 40 Geschützen eingebracht sowie Armentières selbst am 11. April erobert. Weitere Geländegewinne blieben jedoch aufgrund der Verstärkung der britischen Truppen sowie des morastigen Geländes aus. Als Zeichen der Anerkennung für die Vorbereitung und Leitung der Schlacht erhielt Lenz durch Wilhelm II. am 10. April 1918 die höchste preußische Tapferkeitsauszeichnung, den Orden Pour le Mérite.
Auf seine Bitte hin wurde Lenz am 8. August 1918 von seinem Kommando entbunden und dem bayerischen Kriegsministerium zur Verfügung gestellt. Seinem Wunsch entsprechend erhielt Lenz ein Truppenkommando und wurde am 2. September 1918 zum Kommandeur des 4. Infanterie-Regiments „König Wilhelm von Württemberg“ ernannt. Während der Abwehrschlacht in der Champagne und an der Maas wurde er am 2. Oktober 1918 durch einen Kopfschuss lebensgefährlich verletzt. Lenz kam daraufhin ins Lazarett, wo er das Kriegsende erlebte.
Nach seiner Wiederherstellung wurde er im Mai 1919 als Abteilungschef in der Zentralstelle des bayerischen Generalstabs verwendet. Ende des Jahres ernannte man ihn zum Leiter der Zentralstelle des Generalstabs und zum Inspekteur der Militärbildungsanstalten. Beide Posten bekleidete Lenz bis zur Auflösung der Bayerischen Armee. Am 24. Januar 1920 wurde er zum Vorsitzenden der deutschen Grenzkommission für Elsaß-Lothringen mit Sitz in Baden-Baden berufen. In dieser Stellung erfolgte noch am 10. Februar 1921 seine Beförderung zum Oberst. Kurz darauf wurde Lenz aufgrund seiner Kriegsverletzung am 31. März zu den Offizieren von der Armee überführt und am 30. Mai 1921 schließlich aus dem aktiven Dienst verabschiedet.
Bereits 1920 hatte Lenz die Führung der Zeitfreiwilligenverbände in München übernommen, die überwiegend aus Studenten der Münchner Universitäten bestanden. Von 1921 bis 1923 war er Führer des Zeitfreiwilligenkorps, mit dem er im April 1923 formell der Arbeitsgemeinschaft der Vaterländischen Kampfverbände beitrat. Als die studentischen Zeitfreiwilligen ihre Teilnahme an der für den 1. Mai 1923 geplanten Demonstrationen der rechtsradikalen Verbände der Arbeitsgemeinschaft verweigerten, trat Lenz verärgert als Verbandsführer zurück.
Lenz erhielt am 27. August 1939, dem sogenannten Tannenbergtag, den Charakter als Generalmajor verliehen.

### Zivilleben
Nach seiner Verabschiedung wurde Lenz Mitglied des Stahlhelms und führte den bayerischen Landesverband von 1929 bis 1933 an.
Auch nach dem Ende des Zweiten Weltkriegs blieb Lenz seiner Funktionsträgerschaft treu und war Mitbegründer des Landesverbandes Bayern im Deutschen Soldatenbund.